# John Hely-Hutchinson (5e comte de Donoughmore)
Pour les articles homonymes, voir John Hely-Hutchinson.
John Luke George Hely-Hutchinson, 5e comte de Donoughmore, (2 mars 1848 - 5 décembre 1900) est un pair irlandais.

## Biographie
Il est le fils de Richard Hely-Hutchinson (4e comte de Donoughmore) et Thomasina Jocelyn Steele. Il hérite des pairies de son père en 1866 et obtient un siège à la Chambre des lords. Il fait ses études au Collège d'Eton et au Balliol College, à Oxford. Il est commissaire adjoint de la Commission pour l'organisation de la Roumélie orientale entre 1878 et 1879 et est nommé Chevalier Commandeur de l'Ordre de Saint-Michel et Saint-Georges (KCMG) en 1879. Il est également juge de paix du comté de Waterford et lieutenant adjoint du comté de Tipperary et du comté de Waterford. En 1893, il s'exprime à la Chambre des lords en faveur du Home Rule pour l'Irlande .

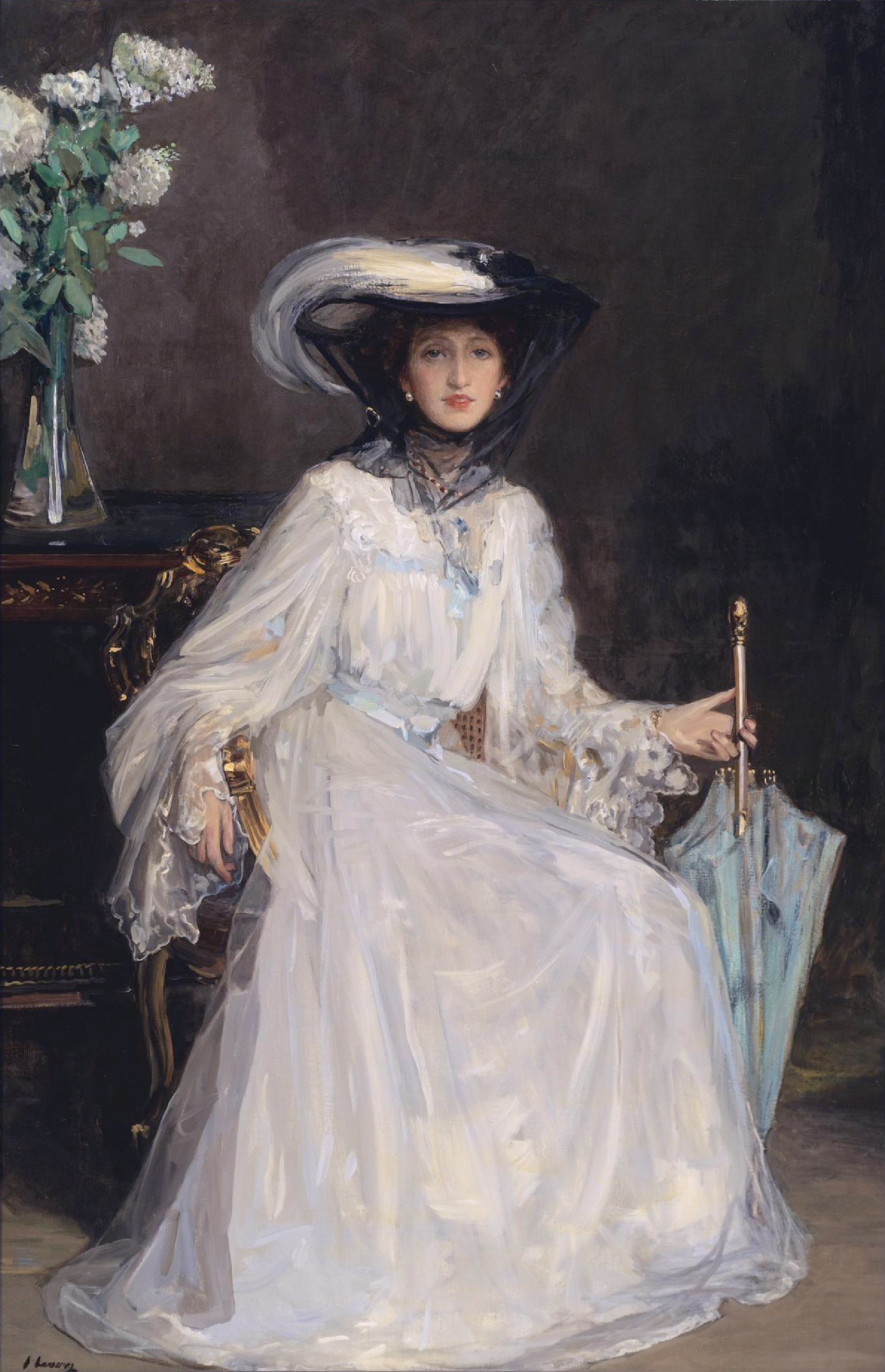
Evelyn Farquhar, épouse du capitaine Francis Douglas Farquhar (par John Lavery)

Lord Donoughmore épouse Frances Isabella Stephens, fille du général William Frazer Stephens, le 19 mai 1874 et a cinq enfants, dont Richard Hely-Hutchison (6e comte de Donoughmore).